# Rosana Valle
Rosana de Oliveira Valle (Santos, 8 de maio de 1969), é uma jornalista, escritora e política brasileira, filiada ao Partido Liberal (PL). É deputada federal por São Paulo.
Nascida em Santos, litoral de São Paulo, foi repórter especial da TV Tribuna, emissora afiliada à Rede Globo na Baixada Santista, Litoral Sul e Vale do Ribeira entre os anos de 1993 e 2018. Participou de coberturas nacionais da emissora. Foi editora-chefe e apresentadora do programa "Rota do Sol". Além de apresentadora e editora, Rosana Valle foi colunista da AT Revista, publicação encartada aos domingos no Jornal A Tribuna.

## Biografia
Formada em jornalismo pela Universidade Católica de Santos (Unisantos). Iniciou sua carreira na antiga TV Mar, na época, emissora afiliada à extinta Rede Manchete de Televisão. Ainda no período da faculdade, produziu reportagens para o programa "Periscópio".  
Em 1993, Rosana Valle foi contratada pela TV Tribuna, primeiro como produtora, depois como repórter e, posteriormente, apresentadora e editora-chefe do programa Rota do Sol, que estreou na grade da emissora em julho do ano 2000. Rosana Valle também foi professora universitária no curso de jornalismo da Universidade de Ribeirão Preto (Campus Guarujá), durante os anos de 2006 a 2009.

## Carreira política

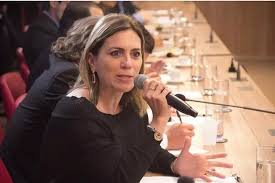
Deputada Federal Rosana Valle discursando em reunião com o PSB

Em março de 2018, pediu demissão da TV Tribuna e candidatou-se ao cargo de Deputado federal pelo PSB, sendo eleita com 106.100 votos.
Em 2022, saiu do PSB e se filiou ao PL, aonde inicialmente foi cotada como candidata à vice-governadora na chapa de Tarcísio de Freitas (Republicanos). Porém, acabou sendo substituída por Felício Ramuth (PSD). Então, se candidatou à reeleição ao cargo de Deputada Federal e se reelegeu com 216.437 votos.
Como deputada, ganhou grande projeção após conseguir R$ 58 milhões de reais do Governo Federal para a reforma da Ponte dos Barreiros, em São Vicente.
Na briga pela expansão do Veículo Leve sobre Trilhos (VLT), obteve a garantia da Empresa Metropolitana de Transportes Urbanos (EMTU) em contratar,  o projeto executivo de obras para levar o VLT até a Área Continental de São Vicente.

### Porto de Santos
É presidente da Frente Parlamentar pelo Futuro do Porto de Santos. Onde foi feito um acordo para salvar o Instituto de Seguridade Portus, fundo de previdência complementar dos portuários, que estava sob risco. A Autoridade Portuária de Santos, por meio da portaria 423, de 18 de junho de 2020, deverá pagar ao Portus R$ 117 milhões e 800 mil.

### Candidata a prefeita de Santos em 2024
Nas Eleição municipal de Santos em 2024, Rosana Valle foi candidata à prefeita. No primeiro turno, obteve 99.999 votos (42,65% dos votos válidos), chegando ao segundo turno das eleições contra o prefeito Rogério Santos (Republicanos). No segundo turno, obteve 103.592 votos (46,63% dos votos válidos), sendo insuficiente para ser eleita, resultando na reeleição do prefeito Rogério Santos. Apesar de Rogério Santos ter sido reeleito, as abstenções (119.324 ausências no pleito) superaram os votos de Rogério (118.562 votos) e de Rosana Valle (103.592 votos).

## Prêmios e homenagens

### Cidadã guarujaense
No dia 24 de abril de 2014 em Guarujá, (São Paulo), Rosana Valle foi homenageada com o título de Cidadã Guarujaense. Ela foi a segunda mulher a receber este título na cidade.

### Medalha Brás Cubas

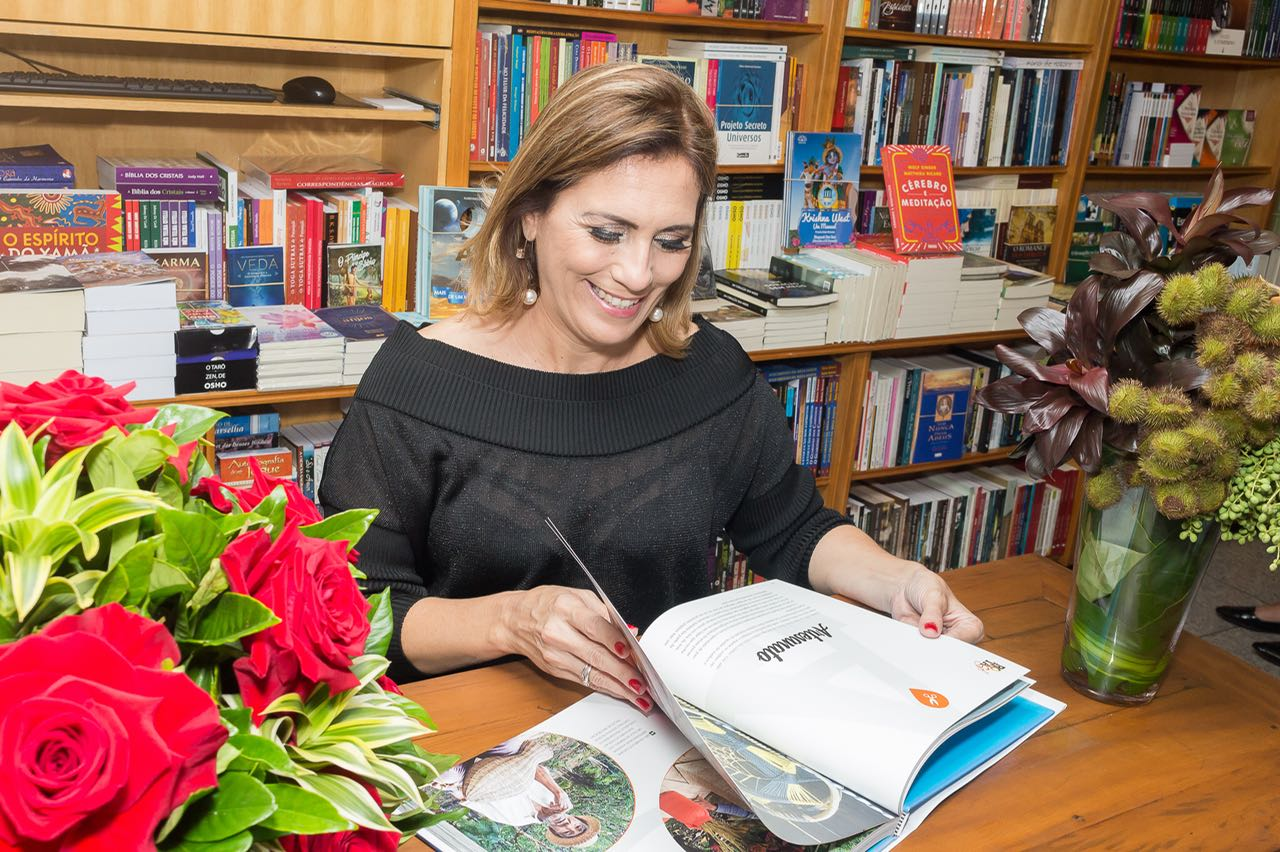
Noite de autógrafos do livro Rota do Sol em Santos, dia 10 de março de 2018

No dia 8 de novembro de 2013, a Câmara Municipal de Santos outorgou à jornalista a medalha Brás Cubas.

### Homenagem carnaval
Em 2014, a escola de Samba Santista Padre Paulo homenageou a jornalista Rosana Valle, que comanda o programa Rota do Sol trazendo o enredo: "De Santos para o Mundo, a Padre Paulo Viaja no Rota do Sol".

## Livro
- Rota do Sol (2012) - Editora Monte Serrat, ISNB 9788566417005 [15]

Desempenho eleitoral
| Ano  | Eleição                | Partido | Candidata a      | Votos   | %                 | Resultado  | Ref    |
| ---- | ---------------------- | ------- | ---------------- | ------- | ----------------- | ---------- | ------ |
| 2018 | Estaduais em São Paulo | PSB     | Deputada federal | 106.100 | 0,50%             | Eleita     | [ 16 ] |
| 2022 | Estaduais em São Paulo | PL      | Deputada federal | 216.437 | 0,91%             | Eleita     | [ 17 ] |
| 2024 | Municipal de Santos    | PL      | Prefeita         | 99.999  | 42,65% (1º Turno) | Não eleita | [ 11 ] |
| 2024 | Municipal de Santos    | PL      | Prefeita         | 103.592 | 46,63% (2º Turno) |            | [ 11 ] |